# Eupromera similis
Eupromera similis là một loài bọ cánh cứng trong họ Cerambycidae.